# Metiram
Metiram ist eine chemische Verbindung aus der Gruppe der Dithiocarbamate.

## Gewinnung und Darstellung
Beim Herstellungsprozess wird Ethylendiamin mit Kohlenstoffdisulfid in einer Ammoniak-Lösung umgesetzt, um Ammoniumethylenbisdithiocarbamat zu bilden. Dieses Zwischenprodukt wird weiter mit Zinkchlorid und dann mit Wasserstoffperoxid zum polymeren Produkt umgesetzt.

## Eigenschaften
Metiram ist ein gelber Feststoff, der bei 156 °C unter Zersetzung schmilzt. Die Verbindung ist unlöslich in Wasser bzw. schwerlöslich in n-Hexan, Dichlormethan, Chloroform, Methanol, Aceton und Ethylacetat. In Pyridin ist es löslich, wobei ein langsamer Abbau erfolgt. Metiram ist instabil in stark sauren oder stark alkalischen Medien. In Wasser hydrolysiert die Verbindung bei pH7 und 22 °C mit einer Halbwertszeit von 17,4 h. Bei Einwirkung von UV-Licht zersetzt sich die Verbindung.

## Verwendung

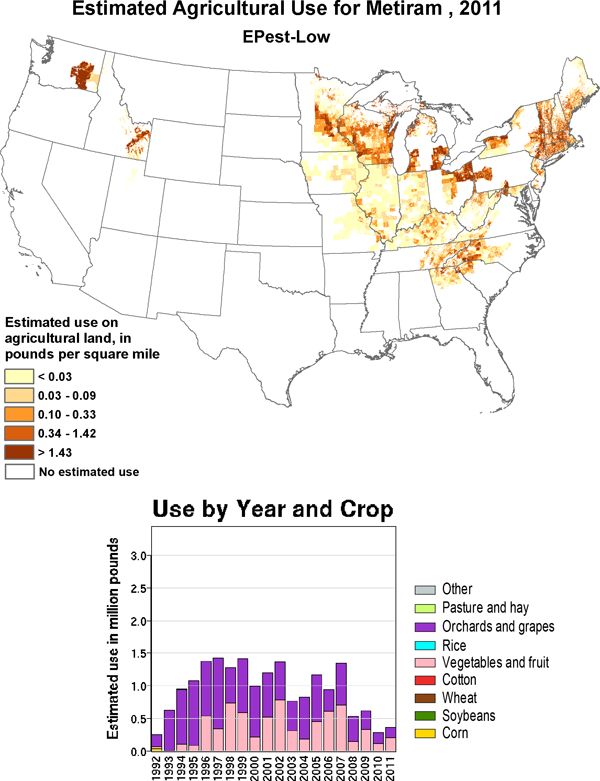
Geschätzte Ausbringungsmenge in den USA

Metiram wurde als Fungizid zum Beispiel gegen Schorf bei Kernobst und Peronospora bei Wein und Hopfen verwendet. Es greift an bestimmten Stellen des Pyruvatdehydrogenase-Systems ein, indem es sich mit Dithio-Gruppen der Liponsäure-Dehydrogenase verbindet.

## Zulassung
Metiram wurde 1958 auf den Markt gebracht. Es ist seit 1971 in der BRD und war zwischen 1974 und 1994 in der DDR und den neuen Bundesländern zugelassen.
Seit Juli 2006 ist Metiram in der Europäischen Union ein zugelassener Wirkstoff von Pflanzenschutzmitteln.
In Deutschland, Österreich und der Schweiz waren Pflanzenschutzmittel (z. B. Cabrio Top und Polyram WG) mit diesem Wirkstoff zugelassen. Die Zulassung in der EU lief zum 28. November 2023 aus. In der Schweiz wird die Zulassung per 1. Januar 2025 widerrufen. Die Aufbrauchfrist läuft bis 1. Juli 2025.